# Luigi Torrigiani (senatore)
Luigi Torrigiani (Parma, 19 marzo 1846 – Roma, 24 dicembre 1925) è stato un avvocato, imprenditore e politico italiano.